# Lunca (Grajduri), Iași
Lunca este un sat în comuna Grajduri din județul Iași, Moldova, România.